# Lista najlepiej sprzedających się singli we Francji
Lista przedstawia najlepiej sprzedające się single w historii we Francji. Została ona oficjalnie zaprezentowana na antenie telewizji M6 6 lutego 2004 roku.

## Najlepiej sprzedające się single
| Miejsce | Artysta                              | Singel                                                                 |
| ------- | ------------------------------------ | ---------------------------------------------------------------------- |
| 1       | J J Lionel                           | "La Danse des canards"                                                 |
| 2       | Patrick Fiori, Garou & Daniel Lavoie | "Belle"                                                                |
| 3       | Elton John                           | "Candle in the Wind 1997" / "Something About the Way You Look Tonight" |
| 4       | John Travolta & Olivia Newton-John   | "You're the One That I Want"                                           |
| 5       | Las Ketchup                          | "The Ketchup Song"                                                     |
| 6       | Kaoma                                | "Lambada"                                                              |
| 7       | Chanteurs Sans Frontières            | "Éthiopie"                                                             |
| 8       | Les Forbans                          | "Chante"                                                               |
| 9       | Lou Bega                             | "Mambo No. 5"                                                          |
| 10      | Yannick                              | "Ces Soirées-là"                                                       |
| 11      | Herbert Léonard                      | "Pour le Plaisir"                                                      |
| 12      | Village People                       | "Y.M.C.A."                                                             |
| 13      | Star Academy                         | "La Musique (Angelica)"                                                |
| 14      | Laurent Voulzy                       | "Rockcollection"                                                       |
| 15      | Wes                                  | "Alane"                                                                |
| 16      | Manau                                | "La Tribu de Dana"                                                     |
| 17      | Patrick Hernandez                    | "Born to Be Alive"                                                     |
| 18      | Roméo et Juliette                    | "Les Rois du monde"                                                    |
| 19      | La Bande A Basile                    | "La Chenille"                                                          |
| 20      | Ricky Martin                         | "(Un, Dos, Tres) Maria"                                                |
| 21      | Marie Myriam                         | "L'Oiseau et l'Enfant"                                                 |
| 22      | Peter and Sloane                     | "Besoin de rien, envie de toi"                                         |
| 23      | Irene Cara                           | "What a Feeling"                                                       |
| 24      | Noam                                 | "Goldorak"                                                             |
| 25      | Michel Sardou                        | "10 Ans Plus Tôt"                                                      |
| 26      | Barbra Streisand                     | "Woman in Love"                                                        |
| 27      | Christophe                           | "Aline"                                                                |
| 28      | Chagrin d’amour                      | "Chacun fait ce qui lui plaît"                                         |
| 29      | Alizée                               | "Moi... Lolita"                                                        |
| 30      | Bratisla Boys                        | "Stach Stach"                                                          |
| 31      | Florent Pagny                        | "Savoir aimer"                                                         |
| 32      | Richard Sanderson                    | "Reality"                                                              |
| 33      | Ottawan                              | "T'es Ok"                                                              |
| 34      | Licence IV                           | "Viens boire un p'tit coup à la maison"                                |
| 35      | Michel Sardou                        | "En Chantant"                                                          |
| 36      | Aqua                                 | "Barbie Girl"                                                          |
| 37      | The Buggles                          | "Video Killed The Radio Star"                                          |
| 38      | The Shorts                           | "Comment ça va"                                                        |
| 39      | Larusso                              | "Tu m'oublieras"                                                       |
| 40      | Claude François                      | "Le Téléphone Pleure"                                                  |
| 41      | Chantal Goya                         | "Allons Chanter Avec Mickey"                                           |
| 42      | Rose Laurens                         | "Africa"                                                               |
| 43      | Stone et Charden                     | "L'aventura"                                                           |
| 44      | Les 10 Commandements                 | "L'Envie d'aimer"                                                      |
| 45      | Celine Dion                          | "My Heart Will Go On"                                                  |
| 46      | Kim Carnes                           | "Bette Davis Eyes"                                                     |
| 47      | Olivier Le Jeune & Patrick Green     | "Pot Pour Rire"                                                        |
| 48      | Michael Jackson                      | "Beat It"                                                              |
| 49      | Images                               | "Les Démons de minuit"                                                 |
| 50      | L5                                   | "Toutes les femmes de ta vie"                                          |
| 51      | Ray Parker Jr.                       | "Ghostbusters"                                                         |
| 52      | Lionel Leroy                         | "Ulysse 31"                                                            |
| 53      | Début de Soirée                      | "Nuit de folie"                                                        |
| 54      | Umberto Tozzi                        | "Ti Amo"                                                               |
| 55      | Jean-Luc Lahaye                      | "Femme que j’aime"                                                     |
| 56      | Jean-Jacques Goldman                 | "Je te donne"                                                          |
| 57      | Pierre Bachelet                      | "Les Corons"                                                           |
| 58      | Jeanette                             | "Porque Te Vas"                                                        |
| 59      | Bonnie Tyler                         | "It's a Heartache"                                                     |
| 60      | Pierre Bachelet                      | "Elle est d'ailleurs"                                                  |
| 61      | Pop Concerto Orchestra               | "Eden Is a Magic World"                                                |
| 62      | Philippe Lavil                       | "Il tape sur des bambous"                                              |
| 63      | Titi et Grosminet                    | "Titi à la neige"                                                      |
| 64      | Scorpions                            | "Still Loving You"                                                     |
| 65      | Daniel Balavoine                     | "L'Aziza"                                                              |
| 66      | Michael Jackson                      | "Billie Jean"                                                          |
| 67      | Kim Wilde                            | "Cambodia"                                                             |
| 68      | Michel Sardou                        | "Les Lacs du Connemara"                                                |
| 69      | Boney M                              | "Rivers of Babylon"                                                    |
| 70      | Imagination                          | "Just an Illusion"                                                     |
| 71      | Nikki Costa                          | "On My Own"                                                            |
| 72      | Boney M                              | "Daddy Cool"                                                           |
| 73      | Johnny Hallyday                      | "Marie"                                                                |
| 74      | Culture Club                         | "Do You Really Want to Hurt Me"                                        |
| 75      | Kaar                                 | "Les Jardins du ciel"                                                  |
| 76      | Stefania Grimaldi                    | "Ouragan"                                                              |
| 77      | Ennio Morricone                      | "Il était une fois dans l'ouest"                                       |
| 78      | Vanessa Paradis                      | "Joe le Taxi"                                                          |
| 79      | Ricchi e Poveri                      | "Sara Perché Ti Amo"                                                   |
| 80      | Annie Cordy                          | "La Bonne du curé"                                                     |
| 81      | Jermaine Jackson & Pia Zadora        | "When the Rain Begins to Fall"                                         |
| 82      | Michel Sardou                        | "La Maladie d’amour"                                                   |
| 83      | Gala                                 | "Freed From Desire"                                                    |
| 84      | Hervé Vilard                         | "Nous"                                                                 |
| 85      | Eiffel 65                            | "Blue (Da Ba Dee)"                                                     |
| 86      | Break Machine                        | "Streetdance"                                                          |
| 87      | FR David                             | "Words"                                                                |
| 88      | Daddy DJ                             | "Daddy DJ"                                                             |
| 89      | Andrea Bocelli                       | "Con te partirò"                                                       |
| 90      | Garou                                | "Seul"                                                                 |
| 91      | Cookie Dingler                       | "Femme libérée"                                                        |
| 92      | Adriano Celentano                    | "Don't Play That Song"                                                 |
| 93      | Carrapicho                           | "Tic, Tic Tac"                                                         |
| 94      | Michael Jackson                      | "Thriller"                                                             |
| 95      | Shakira                              | "Whenever, Wherever"                                                   |
| 96      | USA for Africa                       | "We Are the World"                                                     |
| 97      | Lio                                  | "Amoureux Solitaires"                                                  |
| 98      | Laam                                 | "Chanter Pour Ceux Qui Sont Loin De Chez Eux"                          |
| 99      | Claude Barzotti                      | "Le Rital"                                                             |
| 100     | Céline Dion                          | "Pour que tu m'aimes encore"                                           |